# 지란도니 공기총
지란도니 공기총은 오스트리아 당시 티롤의 발명가 바르토로메우스 지란도니가 개발한 공기총이다.